# 杜金卡河
杜金卡河（俄語：Река Дудинка）或保吕川（日语：／）是萨哈林州多林斯克区的河流，源起南卡梅绍维山脉，长14公里，流域面积56平方公里，注入捷尔佩尼耶湾。河口处宽20米，深0.6米。